# Хэбидяяха (приток Хейгияхи)
Хэбидяяха (устар. Хэбидя-Яха) — река в России, протекает по территории Надымского района Ямало-Ненецкого автономного округа. Один из левых притоков реки Хейгияха, впадает в неё на 37-м километре от устья. Длина реки составляет 54 км.

## Данные водного реестра
По данным государственного водного реестра России относится к Нижнеобскому бассейновому округу, водохозяйственный участок реки — Надым. Речной бассейн реки — Надым.
Код объекта в государственном водном реестре — 15030000112115300050965.